# Maria van Aerssen van Sommelsdijk
Maria van Aerssen van Sommelsdijk (Den Haag, 1 oktober 1645 – Wieuwerd, ca. 1703) was een Nederlandse edelvrouw en lid van de labadistengemeente.
Ze was een dochter van Cornelis van Aerssen van Sommelsdijk, een invloedrijke regent en militair, en Lucia van Walta. Maria groeide op in Den Haag in een welgesteld, streng gereformeerd milieu. Haar familie bewoonde een statig huis aan het Lange Voorhout, gebouwd door haar grootvader François van Aerssen. 
In 1669 sloot Maria zich samen met haar zusters Anna en Lucia aan bij de labadisten, een religieuze gemeenschap rond de voormalige predikant Jean de Labadie (1610-1674). Zij deden bij toetreding afstand van hun persoonlijke bezittingen ten gunste van de gemeenschap. Omdat hun levenswijze door tijdgenoten als zonderling werd beschouwd, werden zij op meerdere plaatsen waar zij zich vestigden, met argwaan bekeken. De zusters reisden met de gemeenschap onder andere mee naar Herford in Westfalen en later naar Altona bij Hamburg.
Na de dood van Jean de Labadie konden de zusters, dankzij het bezit van het familielandgoed Walta-state (ook wel Thetinga-state genoemd) in Wieuwerd, de gemeenschap onderbrengen. Door vererving waren de drie zusters eigenaar van Walta-state geworden. Door hun maatschappelijke positie en verwantschap met Friese adellijke families genoten zij  aanzien en invloed, ook binnen de labadistengemeente. Zo speelden zij onder meer een rol in de benoeming van Johannes Hesener tot predikant van de gemeente Britswerd-Wieuwerd in 1677. Nadat hij in 1679 was afgezet, sloot hij zich aan bij de labadisten.
In 1683 besloten de labadisten een nederzetting te stichten in Suriname. Maria van Aerssen vertrok in 1686. De groep trachtte een geschikte locatie te vinden voor de suikerrietcultuur, maar deze onderneming mislukte. Vermoedelijk keerde Maria daarna terug naar Wieuwerd, waar zij omstreeks 1703 overleed. Zij is waarschijnlijk begraven op het kerkhof aldaar. 